# Granito sodico
Granito sodico, tipo di roccia della famiglia del granito, nella cui composizione il feldspato prevalente è l'albite, oppure un'antipertite, cioè un'albite con segregazioni di feldspato potassico.
Come accessori sono presenti pirosseni sodici quali l'egirina e anfiboli sodici quali la riebeckite, al posto dell'orneblenda e della biotite.
Inoltre i graniti sodici e le forme filoniane ad essi connesse sono spesso ricchi di minerali rari, formati probabilmente durante le fasi tardive di consolidamento del magma, soprattutto durante lo stadio pneumatolitico, al quale si deve anche il probabile metasomatismo sodico di un originale feldspato potassico.
I minerali rari presenti possono essere la fluorite, la criolite, minerali di terre rare e minerali radioattivi; e talvolta è possibile trovarli in concentrazioni utili.